# یواس‌اس راجرز بلاد (دی‌ای-۵۵۵)
یواس‌اس راجرز بلاد (دی‌ای-۵۵۵) (به انگلیسی: USS Rogers Blood (DE-555)) یک کشتی بود که طول آن 306 ft (93 m) بود.